# Alt Sankt Johann
Alt Sankt Johann är en ort i kommunen Wildhaus-Alt Sankt Johann i kantonen Sankt Gallen i Schweiz. Den är kommunens huvudort och ligger vid floden Thur, cirka 26,5 kilometer söder om Sankt Gallen. Orten har 648 invånare (2021).
Orten var före den 1 januari 2010 en egen kommun, men slogs då samman med kommunen Wildhaus till den nya kommunen Wildhaus-Alt Sankt Johann.